# 982
Cette page concerne l'année 982  du calendrier julien.
L'année 982 est une année commune qui commence un dimanche.

## Événements
- 6 janvier : l’empereur Otton II confère par un diplôme daté de Salerne le pouvoir comtal à l’évêque de Strasbourg Erchenbald. Strasbourg  devient le siège d’une principauté épiscopale[1].
- Janvier : Otton II envahit l'Apulie byzantine[2]. Il a épousé une princesse grecque et revendique ses droits sur l'Italie du Sud byzantine[3].
- 16 mars : Otton II est devant Tarente, en terre byzantine. Dans un de ses diplômes, il prend le titre d'Imperator Romanorum (« empereur des Romains »)[4]. Il prend Tarente, puis Brindisi et passe en Calabre dans le courant du mois de mai et bat deux fois les Byzantins et les Arabes, à Rossano et à Crotone[5].
- 13 juillet  : bataille du cap Colonne ou de Stilo. Otton II est vaincu au Cap Colonna en Calabre par une flotte de Sarrasins de Sicile ; les Byzantins en profitent pour consolider leur emprise sur l'Italie du Sud[2].  
  - Rikdag, margrave de Misnie, annexe les marches de Mersebourg et de Zeitz après la mort de Gunther de Mersebourg au cap Colonne[6].
- Été : Campagne d'Almanzor contre Gérone[7].
- 15 octobre : couronnement de Bermude II de León à Saint-Jacques-de-Compostelle, placé sur le trône en compétition avec Ramire III de León par les Grands de Galice[8].

- La bataille de Taller oppose les Vikings au duc Guillaume Sanche de Gascogne[9].
- Découverte du Groenland par le Norvégien Érik le Rouge[10].
- À la suite de l'emprisonnement de son ambassadeur par le roi du Champâ Parameshvaravarman, le souverain du Đại Cồ Việt Lê Hoan occupe une partie du Champâ et détruit sa capitale Indrapura[11].
- Restauration de l'abbaye de Marmoutier par Mayeul de Cluny sur la demande d'Eudes, comte de Blois (982-985)[12].

- Otte-Guillaume devient comte de Bourgogne et comte de Mâcon par son mariage avec Ermentrude de Roucy[13].